# Chamberlain (Dakota del Sud)
Chamberlain és una població dels Estats Units a l'estat de Dakota del Sud. Segons el cens del 2000 tenia 2.338 habitants.

## Demografia
Segons el cens del 2000, Chamberlain tenia 2.338 habitants, 942 habitatges, i 550 famílies. La densitat de població era de 139,3 habitants per km².
Dels 942 habitatges en un 29% hi vivien nens de menys de 18 anys, en un 45,3% hi vivien parelles casades, en un 10% dones solteres, i en un 41,6% no eren unitats familiars. En el 36,2% dels habitatges hi vivien persones soles el 15,2% de les quals corresponia a persones de 65 anys o més que vivien soles. El nombre mitjà de persones vivint en cada habitatge era de 2,27 i el nombre mitjà de persones que vivien en cada família era de 3,01.
Per edats la població es repartia de la següent manera: un 26,9% tenia menys de 18 anys, un 6,8% entre 18 i 24, un 27,2% entre 25 i 44, un 21,5% de 45 a 60 i un 17,5% 65 anys o més.
L'edat mediana era de 38 anys. Per cada 100 dones de 18 o més anys hi havia 82,6 homes.
La renda mediana per habitatge era de 34.487 $ i la renda mediana per família de 43.500 $. Els homes tenien una renda mediana de 29.545 $ mentre que les dones 22.009 $. La renda per capita de la població era de 17.018 $. Entorn del 4,4% de les famílies i el 12% de la població estaven per davall del llindar de pobresa.

## Poblacions més properes
El següent diagrama mostra les poblacions més properes.